# ۱۱۱۹ (خورشیدی)
۱۱۱۹ هزار و صد و نوزدهمین سال هجری خورشیدی است.